# Newcastle (Australia)
Newcastle – drugie pod względem liczby ludności miasto stanu Nowa Południowa Walia, a szóste w całej Australii. Według danych z 2016 roku liczyło 322 278 mieszkańców. Miasto jest oddalone od centrum Sydney o 117 km, leży nad ujściem rzeki Huntera do Oceanu Spokojnego w dolinie Huntera. Duży ośrodek przemysłu górniczego.

## Historia

### Przed napływem Europejczyków
Tereny miasta Newcastle tysiące lat temu były zamieszkiwane przez aborygenów. Istniały tam 2 duże plemiona: Awabakal i Worimi.

### Odkrywanie i zasiedlanie
Pierwszym przybyszem z Europy w historii Newcastle był brytyjczyk por. John Shortland, który dobił do brzegu Zatoki Sydney we wrześniu 1798 roku. Jego odkrycie było w dużym stopniu przypadkiem; porucznik wiózł na swoim statku Cumberland więźniów wzdłuż Zatoki Sydney. Kiedy wracał dostrzegł rzekę, którą potem nazwał John Hunter na cześć ówczesnego gubernatora Nowej Południowej Walii. Podczas postoju przeprowadził krótkie badania geologiczne. Nieoczekiwanie natrafił na złoża węgla kamiennego. To zapoczątkowało szybką ekspansję osady założonej przez Shortlanda.
Na przełomie wieków XVIII i XIX obszar ujścia rzeki Huntera był już często odwiedzany przez górników, drwali, itp. Wtedy też gubernator Nowej Południowej Walii oficjalnie rozporządził, aby wydobywać surowce naturalne z Doliny Huntera. Kolejne kopalnie i tartaki dały podwaliny miasta, które powoli nabierało kształtu. Osada ta stała się głównym "dostarczycielem" surowców budowlanych do pobliskiego Sydney, które w tym czasie rozwijało się w bardzo szybkim tempie.
W 1804 roku, kiedy osada rozwijała się bardzo prężnie, kolejne fale osadników nazwały ją Rzeką Węgla (en. Coal River), by niedługo potem zmieniono nazwę na Newcastle. Nazwę „zapożyczono” od angielskiego miasta Newcastle upon Tyne. Miasto to stało się ważnym punktem wydobywczym Anglii, która sprawowała całkowitą kontrolę nad nim.

### Królewska kolonia więźniów
Przez kolejne lata do tamtejszego portu przypływało coraz więcej statków, nie tylko handlowych, ale także wojskowych. Te drugie odcisnęły duże piętno na dalszych losach miasta. Żołnierze, którzy przypłynęli w 1804 na trzech statkach królewskich, Lady Nelson, Resources oraz James, pomogli w gaszeniu buntów robotniczych, które wybuchły na terenie Australii w tym czasie. W ten sposób Newcastle stało się jednocześnie głównym więzieniem dla pobliskiego Sydney.
Przez wiele lat setki więźniów były zsyłane do więzień w Newcastle, aż do roku 1823, kiedy to z rozporządzenia ówczesnego gubernatora Lachlana Macquarie zredukowano liczbę więźniów do 100 (większość pracowała na terenie miasta jako pracownicy fizyczni), a prawie 900 więźniów zostało przesiedlonych do Portu Macquarie. Decyzja ta była wywołana poglądem gubernatora, że tak duże więzienie nie może znajdować się tak blisko Sydney. Wtedy to Newcastle zostało uznane oficjalnie za Australijską Kolonię Osadniczą.
We wczesnych latach 30. XIX wieku na terenie miasta i w promieniu kilkunastu kilometrów zaczęły pojawiać się prawdziwe kombinaty górnicze. Kopalnie te (m.in. Stockton, Tighes Hill, Carrington, the AA Co.) działały aż ok. do 1930 roku, kiedy to spółki te przeistoczyły się w dwa duże ośrodki górnicze: Kurri Kurri oraz Cessnock.
W drugiej połowie XIX wieku na terenie miasta znaleziono także rudę miedzi, a także cynku. Powstało wtedy kilka kopalni tych surowców. Na początku lat 90. XIX wieku powstała tam pierwsza huta przetapiająca te metale.
Rozwój przemysłu w mieście został ukoronowany powstaniem w 1885 roku największej fabryki na południowej półkuli założonej przez pochodzącego z Londynu Charlesa Upfolda. Jego fabryka mydła i świeczek Sydney Soap and Candle Company zastąpiła mniejszą fabrykę w Wickham. Fabryka ta została zbudowana na 22 akrach. Jej wyroby zdobywały liczne medale na międzynarodowych konkursach. Przedsiębiorstwo zostało sprzedane podczas I wojny światowej, a potem zlikwidowane w latach 30. XX wieku.
Na przełomie wieków XIX i XX na rynek Newcastle wkroczył potentat w dziedzinie wydobycia surowców naturalnych, BHP Billiton. Ten fakt zapoczątkował duże zainteresowanie wśród amerykańskich przedsiębiorców. Dzięki tym wydarzeniom obszar Newcastle stał się jednym z największych ośrodków zatrudnienia w ówczesnej Australii.
28 grudnia 1989 roku miasto nawiedziło trzęsienie ziemi o sile 5,6 w skali Richtera. Zginęło wtedy 13 osób, a 162 osoby zostały ranne. Znaczna część miasta została zniszczona, włączając w to centrum miasta. Następstwem tego wydarzenia była recesja ekonomiczna, która nastąpiła w pierwszej połowie lat 90.

## Geografia
Newcastle jest położone nad południową częścią ujścia rzeki Huntera. Północna część jest pokryta wydmami, bagnami oraz rozwidleniami rzeki. Dlatego też infrastruktura miasta jest zogniskowana na pagórkach i wzgórzach na południe od rzeki. Pomiędzy miastem a rzeką istnieje małe miasteczko Stockton. Znaczną część miasta stanowią niewielkie doliny, w których są położone kopalnie. Natomiast na wzgórzach otaczających te doliny znajdują się osiedla mieszkalne i handlowe.

### Klimat
| Miesiąc | Sty  | Lut  | Mar  | Kwi  | Maj  | Cze  | Lip  | Sie  | Wrz  | Paź  | Lis  | Gru  | Roczna |
| --- | ---- | ---- | ---- | ---- | ---- | ---- | ---- | ---- | ---- | ---- | ---- | ---- | ------ |
| Średnie temperatury w dzień [°C]                                                                                       | 25.2 | 25.3 | 24.5 | 23.0 | 20.5 | 18.0 | 17.3 | 18.6 | 20.7 | 22.0 | 22.8 | 24.5 | 21,9   |
| Średnie dobowe temperatury [°C]                                                                                        | 22.5 | 22.6 | 21.5 | 19.4 | 16.7 | 14.1 | 13.2 | 14.2 | 16.4 | 18.4 | 19.7 | 21.5 | 18,3   |
| Średnie temperatury w nocy [°C]                                                                                        | 19.7 | 19.9 | 18.4 | 15.7 | 12.8 | 10.1 | 9.0  | 9.7  | 12.1 | 14.6 | 16.5 | 18.5 | 14,7   |
| Opady [mm] | 71.1 | 126  | 114  | 120  | 127  | 117  | 73.7 | 57.1 | 57.9 | 70.6 | 88.4 | 68.9 | 1096   |
| Średnia liczba dni z opadami                                                                                           | 11.0 | 11.4 | 12.5 | 11.6 | 12.7 | 11.2 | 11.1 | 8.9  | 8.9  | 10.2 | 11.6 | 11.3 | 132    |
| Źródło: Bureau of Meteorology (liczba dni z opadami dla wartości 0,1 mm, wysokość 33 m n.p.m., nad oceanem, 1981-2010) |      |      |      |      |      |      |      |      |      |      |      |      |        |

| Miesiąc | Sty  | Lut  | Mar  | Kwi  | Maj  | Cze  | Lip  | Sie  | Wrz  | Paź  | Lis  | Gru  | Roczna |
| --- | ---- | ---- | ---- | ---- | ---- | ---- | ---- | ---- | ---- | ---- | ---- | ---- | ------ |
| Średnie temperatury w dzień [°C]                                                                                          | 29.3 | 28.4 | 26.8 | 24.1 | 21.2 | 18.3 | 18.0 | 19.7 | 22.7 | 24.9 | 26.0 | 28.0 | 24,0   |
| Średnie dobowe temperatury [°C]                                                                                           | 24.4 | 23.9 | 22.2 | 19.1 | 15.9 | 13.6 | 12.7 | 13.9 | 16.7 | 19.2 | 21.0 | 23.0 | 18,8   |
| Średnie temperatury w nocy [°C]                                                                                           | 19.4 | 19.4 | 17.5 | 14.1 | 10.5 | 8.8  | 7.3  | 8.0  | 10.7 | 13.4 | 15.9 | 17.9 | 13,6   |
| Opady [mm] | 88.4 | 140  | 125  | 132  | 89.8 | 132  | 54.8 | 57.5 | 66.9 | 66.2 | 109  | 69.4 | 1147   |
| Średnia liczba dni z opadami                                                                                              | 10.5 | 12.7 | 12.2 | 12.2 | 10.8 | 12.7 | 10.7 | 8.9  | 8.5  | 9.5  | 11.8 | 11.1 | 132    |
| Źródło: Bureau of Meteorology (liczba dni z opadami dla wartości 0,1 mm, wysokość 21 m n.p.m., 9 km od oceanu, 1998-2018) |      |      |      |      |      |      |      |      |      |      |      |      |        |

| Sty  | Lut  | Mar  | Kwi  | Maj  | Cze  | Lip  | Sie  | Wrz  | Paź  | Lis  | Gru  | Rok  |
| ---- | ---- | ---- | ---- | ---- | ---- | ---- | ---- | ---- | ---- | ---- | ---- | ---- |
| 23,6 | 24,0 | 23,9 | 22,9 | 21,6 | 20,1 | 19,2 | 18,9 | 19,1 | 19,4 | 21,0 | 22,6 | 21,4 |

## Newcastle dziś

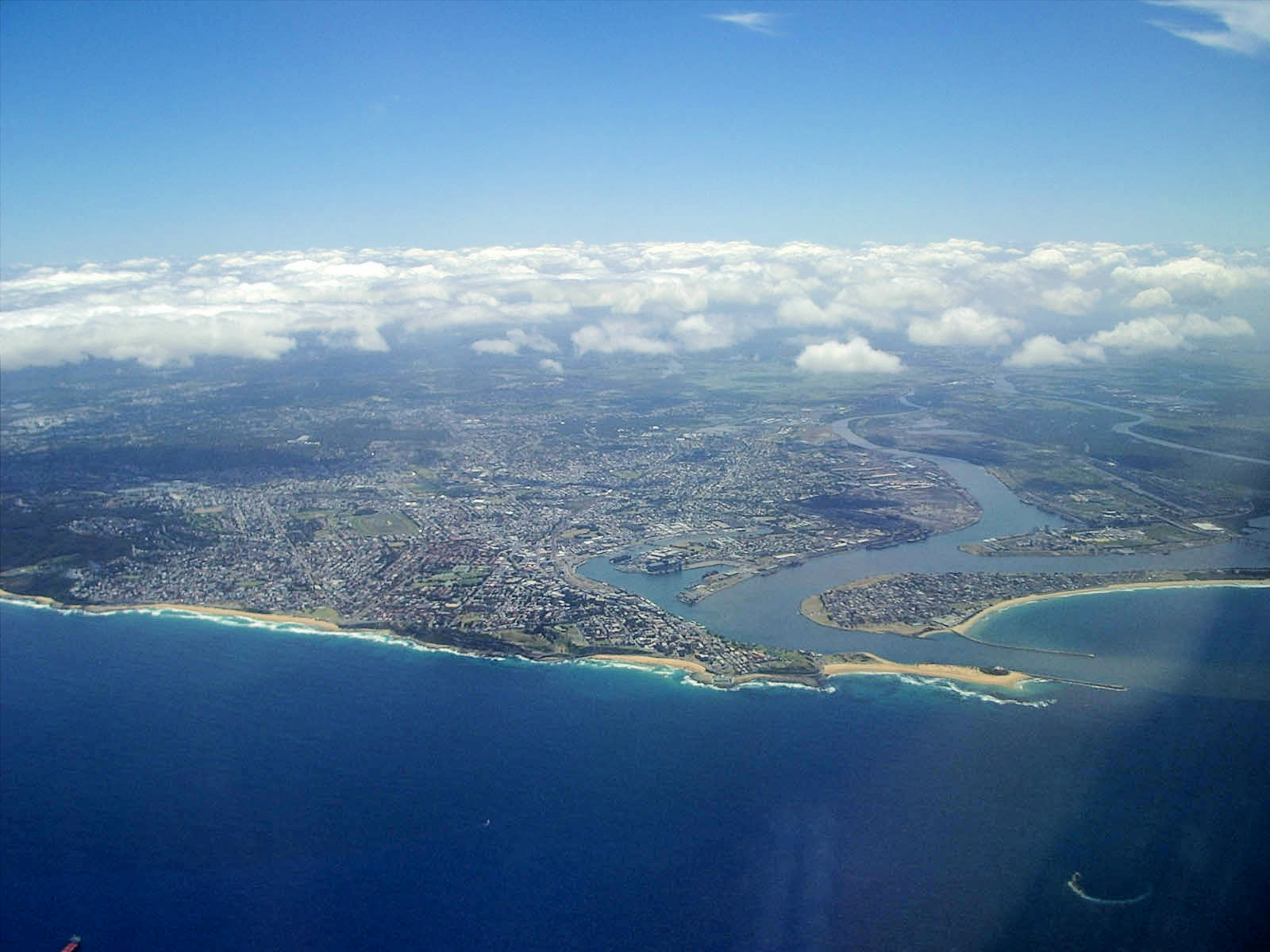
Widok na Newcastle z "lotu ptaka"

Gospodarka miasta opiera się głównie na eksporcie węgla kamiennego oraz na hutnictwie, w szczególności na produkcji aluminium.
Obecnie Port Newcastle jest najważniejszym punktem handlowym miasta i pozwala na handel surowcami naturalnymi z doliny Huntera. Jednocześnie jest jednym z największych portów w Nowej Południowej Walii. Port ten wiedzie prym na świecie w transporcie węgla kamiennego. Rocznie bowiem przeładowuje on 90 mln ton tego surowca, a port odwiedza ponad 3000 statków handlowych. Eksport stanowi prawie 90% całego handlu w porcie. Miasto posiada także niewielką stocznie.
Populacja miasta rośnie. To powoduje powstawanie kolejnych apartamentów i hoteli w centrum miasta, a także licznych osiedli willowych na przedmieściach.
W mieście rozwinął się przemysł metalowy, stoczniowy, chemiczny, cementowy, spożywczy, włókienniczy, odzieżowy, szklarski oraz drzewny.

## Kultura

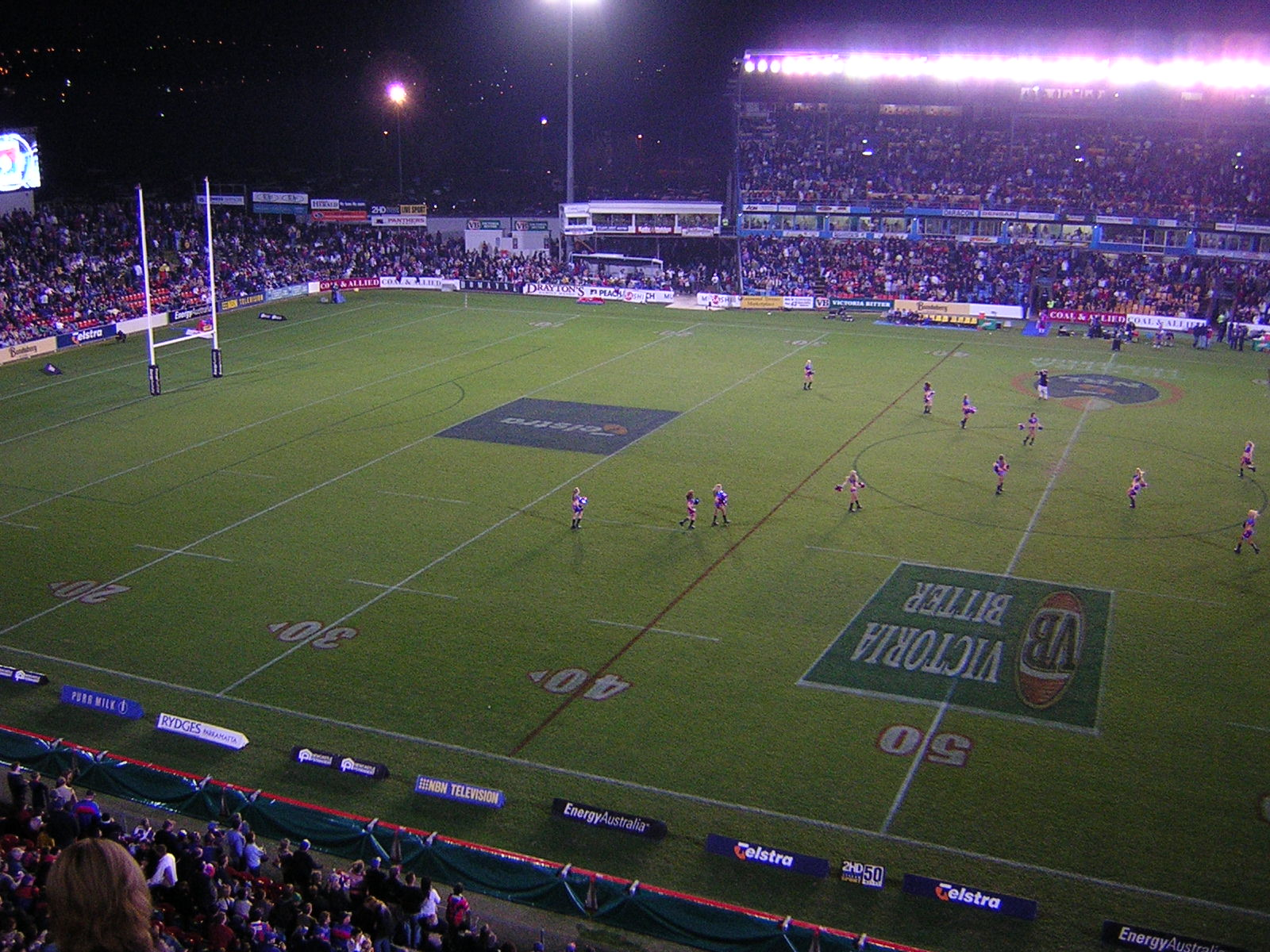
Stadion drużyny rugby Newcastle Knights

W mieście odbywają się liczne festiwale kulturowe i muzyczne na skalę krajową, lecz także międzynarodowe. Do bardziej znanych należą Narodowy Festiwal Młodych Pisarzy (ang. National Young Writers' Festival), Konferencja Dźwięku (ang. Sound Summit), czy To Nie Jest Sztuka (ang. This Is Not Art). Ten ostatni odbywa się co roku w długi weekend w listopadzie. Jest to bardzo popularny festiwal i zjeżdżają się na niego całe rzesze uczestników z obszaru całej Australii.
Na terenie miasta znajdują się także liczne teatry, galerie sztuki i muzea.
Jednak najbardziej popularne są wszelkiego rodzaju obiekty sportowe. W mieście są kluby wszelkich dyscyplin sportowych, od netballa, poprzez koszykówkę, piłkę nożną, aż po hokej, surfing i rugby. Szczególnie ta ostatnia dyscyplina jest bardzo popularna, nie tylko w Newcastle, ale także na terenie całego kraju.
Kluby piłkarskie działające w mieście: Newcastle United Jets FC, Adamstown Rosebud FC. Dawniej istniejące kluby: Newcastle KB United, Newcastle Breakers FC.
Największym stadionem miasta jest Newcastle International Sports Centre.

## Miasta partnerskie
- Ube (1980)
- Newcastle upon Tyne